# Holdfast
Holdfast – wieś w Anglii, w hrabstwie Worcestershire, w dystrykcie Malvern Hills. Leży 17 km na południe od miasta Worcester i 156 km na zachód od Londynu.